# Rafael Olarra
Rafael Olarra, född 6 maj 1978 i Santiago Chile, är en chilensk fotbollsspelare som för närvarande spelar för Audax Italiano.
Olarra startade sin professionella fotbollskarriär i Audax Italiano och därefter blev det ett antal säsonger i Universidad de Chile. Han var en del av Universidad de Chile när laget segrade i den Nationella turneringen Tornero Nacional år 1999 och 2000. 2000 köptes Olarra av den spanska klubben CA Osasuna.